# Timo Kaltio
Timo Kaltio, známý také jako Timo Caltio, Tim Caltio či přezdívkou Timppa (* 17. srpna 1960 v Rovaniemi  – 2. září 2021 Helsinki), byl finský baskytarista, kytarista a skladatel známý díky svému účinkování ve finské glam rockové skupině Hanoi Rocks. Byl také členem skupiny Problems? Tumppiho Varonena, kytarista kapely a po rozpadu Hanoi Rocks baskytarista Cherry Bombz a kytarista kapely Cheap and Nasty. Kaltio je spoluautorem písně amerických Guns N' Roses „Right Next Door To Hell“ z alba Use Your Illusion I.

## Kariéra
V roce 1980 začal Kaltio pracovat jako bedňák a asistent Hanoi Rocks. Z této pozice se brzy stal technickým a kytarovým specialistou, zodpovědným za kytary Andyho McCoye a Nasty Suicide. Stal se důvěrníkem kapely, doprovázel Hanoi Rocks všude, včetně turné.
Jako povolaná osoba před vystoupením kontroloval techniku a systémy v místě konání.
V roce 1983 se přestěhoval do města kde měli Hanoi Rocks zázemí - do Londýna. Díky tomu mohl být kapele nablízku a trávit více času s přáteli z kapely.
Ve stejném roce dal Tumppi Varonen dohromady Problems? - skupinu, ke které se jako kytarista přidal Timo Kaltio. Skupina nahrála několik singlů (7) pro nahrávací společnost Johanna : Mun tie / The evening that could wrong and Coincidence / With the feeling . Kapela nemohla nahrát LP, protože nahrávací společnost si to nepřála.
Když byl René Berg, poslední basista, který nahrával s Hanoi Rocks, v květnu 1985 vyhozen z Hanoi Rocks, Timo převzal jeho roli.
Tato poslední sestava nestihla nahrát ani vystoupit, frontmen Michael Monroe v polovině června 1985 oznámil svůj odchod z kapely 
Zbývající členové Hanoi Rocks si změnili jméno na Cherry Bombz a Anita Chellemah se stala jejich zpěvačkou. 9. ledna 1986 Kerrang! - časopis uvádí, že basista Dave Tregunna nahradil Tima v Cherry Bombz.
Kaltiovi se však podařilo objevit na všech fotografiích a plakátech kapely zveřejněných na podzim roku 1985. Stejně tak si zahrál na minialbu Cherry Bombz, na kterém byly skladby Hot girls In Love / 100 Degrees In The Shade / Feline Feeling / Oil & Gasoline / Pin-Up Boy .
Přibližně ve stejné době hrál Kaltio také s Johnnym Thundersem .
V roce 1986 se Kaltio přestěhoval do Los Angeles a pracoval s různými hudebníky, včetně Sama Yaffy či Arthura „Killera“ Kanea z New York Dolls .
Na začátku 90. let pak spolupracoval s Guns N' Roses, stejně jako další členové Hanoi Rocks.
Výsledkem této spolupráce je první skladba alba Use Your Illusion I " Right Next Door To Hell ", kterou Kaltio vytvořil pod jménem Timo Caltia společně s Izzy Stradlinem a Axlem Rosem .
V roce 1990 Nasty Suicide najal Kaltia jako kytaristu do své nové kapely Cheap And Nasty, která vydala alba Beautiful Disaster v březnu 1991 a Cool Talk Injection na konci roku 1994.  Skupina také měla turné po Evropě a Japonsku . Kapela se rozpadla v roce 1994 po vydání druhého alba poté, co skupinu opustil Nasty Suicide.
Kaltio také spoluautorem dvou písní s Izzym Stradlinem ne jeho sólové album Fire, the Acoustic Album z roku 2007 a to skladeb The Box a Seems to Me. 
Kaltio žil dlouhou dobu v Londýně . Měl také rodinu a děti.  Kaltio pracoval v reklamní agentuře v Londýně s titulem senior kreativní designér. V roce 2020 se přestěhoval zpět do Finska.
Dne 2. září 2021 zemřel ve finských Helsinkách.

## Diskografie

### S Problems?
- Sattuma (singl, 1983)
- Mun Tie (singl, 1983)

### S The Cherry Bombz
- The Cherry Bombz (1985)

### S Cheap And Nasty
- Beautiful Disaster (1991)
- Cool Talk Injection (1994)